# New Look (Unternehmen)
New Look wurde von Tom Singh gegründet und gehört heute zu einer der größten Modeketten in England. New Look konzentriert sich hierbei auf den Vertrieb der eigenen Marke. Im Jahre 2008 wurde ein Umsatz von 1,147 Mrd. Pfund erzielt.
New Look hat seinen Hauptsitz in Weymouth, einem Ort im Südwesten von England. Top Track 100 listet New Look auf Platz 32 der größten privaten Unternehmen des Vereinigten Königreiches.
Seit 2015 hält die von Christo Wiese kontrollierte Brait SE die große Mehrheit am Unternehmen.